# Jouko Kallio
Jouko "Jokke" Kallio, né le 6 mai 1947, est un pilote de course finlandais, essentiellement à bord de voitures de tourisme puis de camions (mais aussi parfois lors de rallyes nationaux, alors sur des Fiat lors des années 1970 et du début des années 1980).

## Biographie
Il commence la compétition automobile à l'âge de 24 ans, sur Skoda 1000 puis Fiat 850 en 1971, avant de passer sur Fiat 126 et 128 entre 1974 et 1977.
Sa carrière dans le championnat finnois de Tourisme s'étale alors de 1977 à 1984, sur Opel Commodore GS/E (1977 et 1978), Opel Kadett GT/E (1979), Fiat X1/9 (1978 à 1981), et Fiat Ritmo: 125 TC (1982 et 1983) puis 130 TC, parfois Abarth (1984 et 1986). Grâce à ces deux marques, il gagne cinq titres nationaux de Groupes et Classes: quatre en plus de 1.6L. (1977, 1978, 1979, et 1984), et un en moins de 1.3L. (1979), finissant encore quatre fois vice-champion, dont trois fois en moins de 2L..
Il remporte à deux reprises le  Champion d'Europe de courses de camions, en 1991 et 1992 sur un Sisu SR 340 (pour la Classe B, obtenant ainsi deux des trois seules victoires de la marque, avec celle de son compatriote Harri Luostarinen -toujours en B- durant la saison suivante). Il termine également vice-champion de la catégorie B de l'ETRC en 1990 avec le Sisu, dès sa première année de présence après une saison de rallycross en championnat d'Europe de rallycross sur Mercedes-Benz 190. À la suite d'une dernière année en poids lourds continentaux avec un MAN Phoenix en 1993, il abandonne définitivement ce type de compétition, pour disputer essentiellement désormais des courses nationales de rallysprint et de rallycross, lors des dix années suivantes (sur Fiat X1/9 ou sur Honda Civic Type R).

## Notes et références

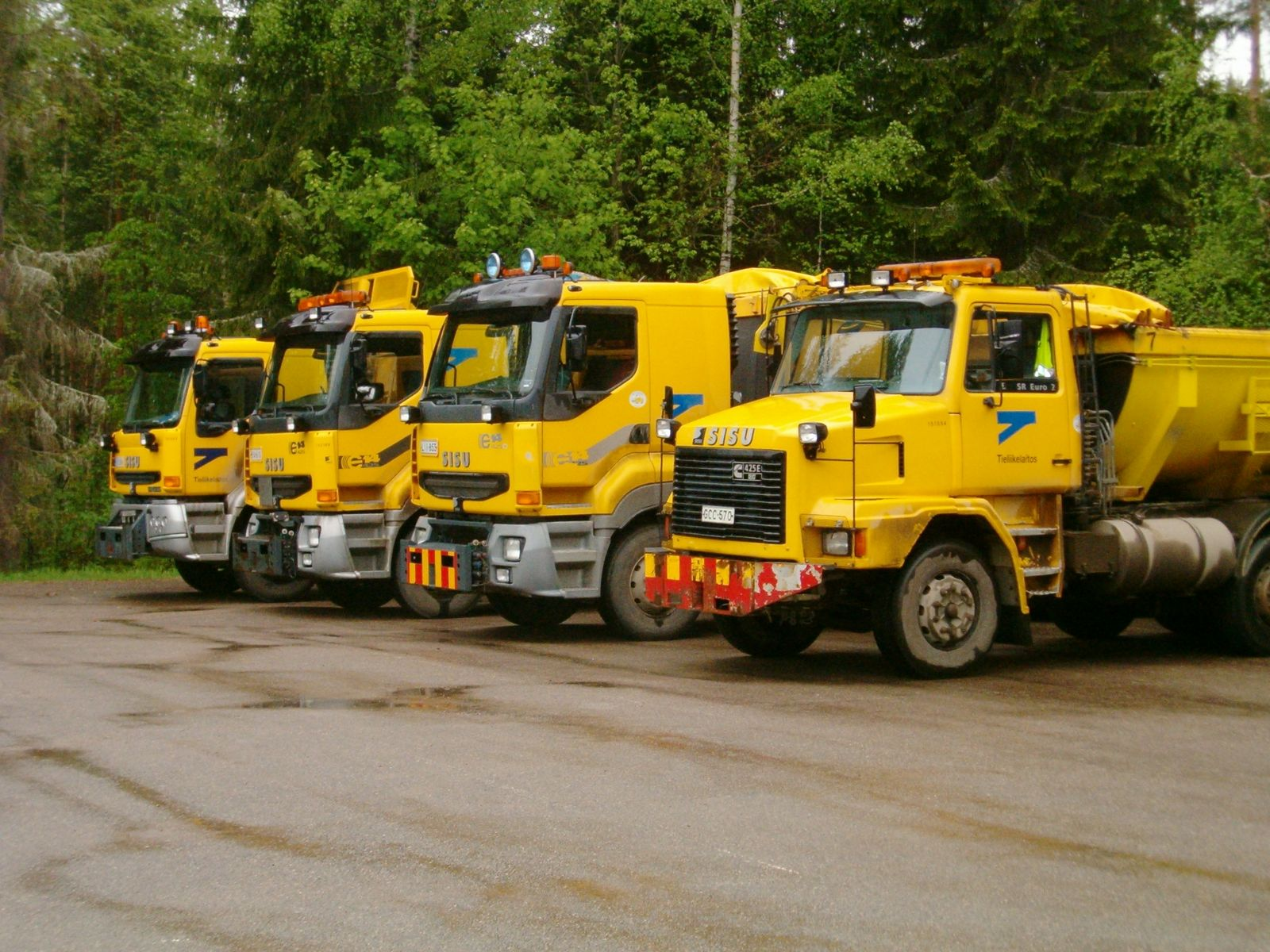
Exemple de camions de la gamme finlandaise Sisu.